# Цкуара (станция)
Эта статья о разъезде Цкуара. Статья о селе — Цкуара
Цкуара — железнодорожный разъезд в селе Цкуара в Гудаутском районе Абхазии.